# Paste făinoase

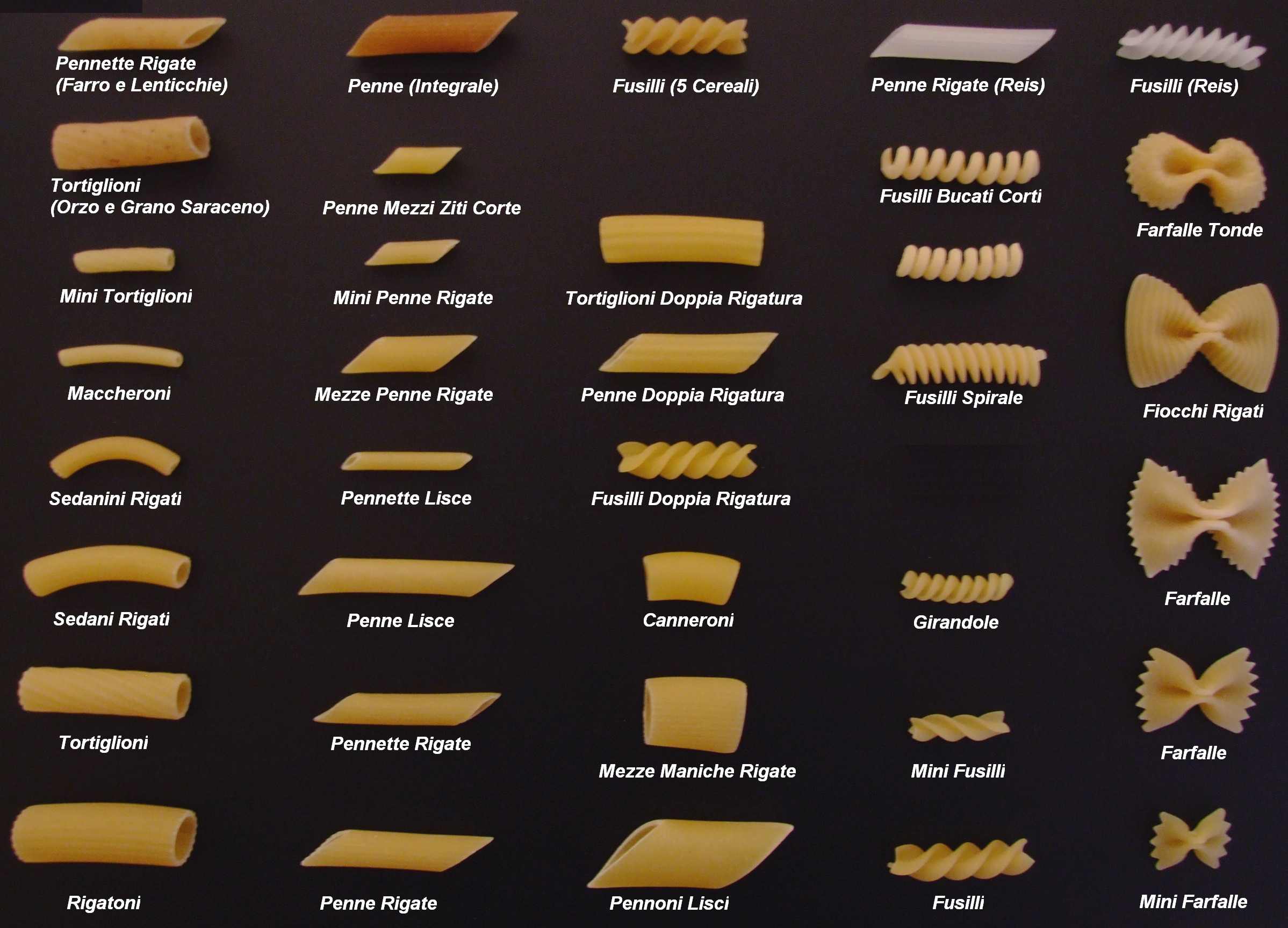
Sortimente de paste făinoase

Pastele făinoase (pasta, în italiană), sunt un produs alimentar obținut prin uscarea aluatului nedospit de făină cu apă, la care se poate adăuga de asemenea și sare sau ouă. Pastele colorate pot conține și zarzavaturi sau legume precum pastele verzui conțin spanac sau pastele roșiatice, roșii.  Pastele făinoase sunt tăiate în diferite forme și mărimi. Făina din care se obțin pastele în Europa este în general cea de grâu, grâu dur, dar în Asia se fabrică din făină de hrișcă, orez, Vigna radiata (fasole Mung), porumb, soia, secară etc.

## Caracteristici nutritive
Principalul component al pastelor făinoase îl constituie carbohidrații, în mică parte proteinele (13%) și grăsimi (1,5%). Pastele, de asemenea, mai conțin și vitamina B, iar cele care conțin zarzavaturi, legume, cele umplute cu carne sau brânză (ravioli), pot avea valori nutritive mai complexe depinzând de produsul care le-a fost adăugat.  
Valoarea energetică a pastelor este de 350 kcal (1.487 kJ) la 100 g.

## Sortimente de paste făinoase
Pastele făinoase au denumiri depinzând de mărime, formă și zonă geografică, dar dintre cele mai cunoscute enumerăm:
Paste făinoase simple:
- bavette (Italia)
- bucatini
- cannelloni
- ciriole
- conchiglie
- ditalini
- farfalle (fluturi)
- fettuccine (panglici mici)
- fusilli
- garganelli
- gnocchi
- laganelle
- lasagne
- lasagnette
- linguine (limbi mici)
- maccheroncini
- maccheroni
- orecchiette
- pappardelle
- penne
- rigatoni
- ruote (roți)
- spaghetti
- stelline
- stringozi
- tagliatelle
- tagliolini
- vermicelli
- ziti
- couscous (Africa)
- dangmyeon (Coreea)
- Spätzle (Germania)
- fidea (România)
- lazane
- macaroane
- tăiței

Paste făinoase umplute:

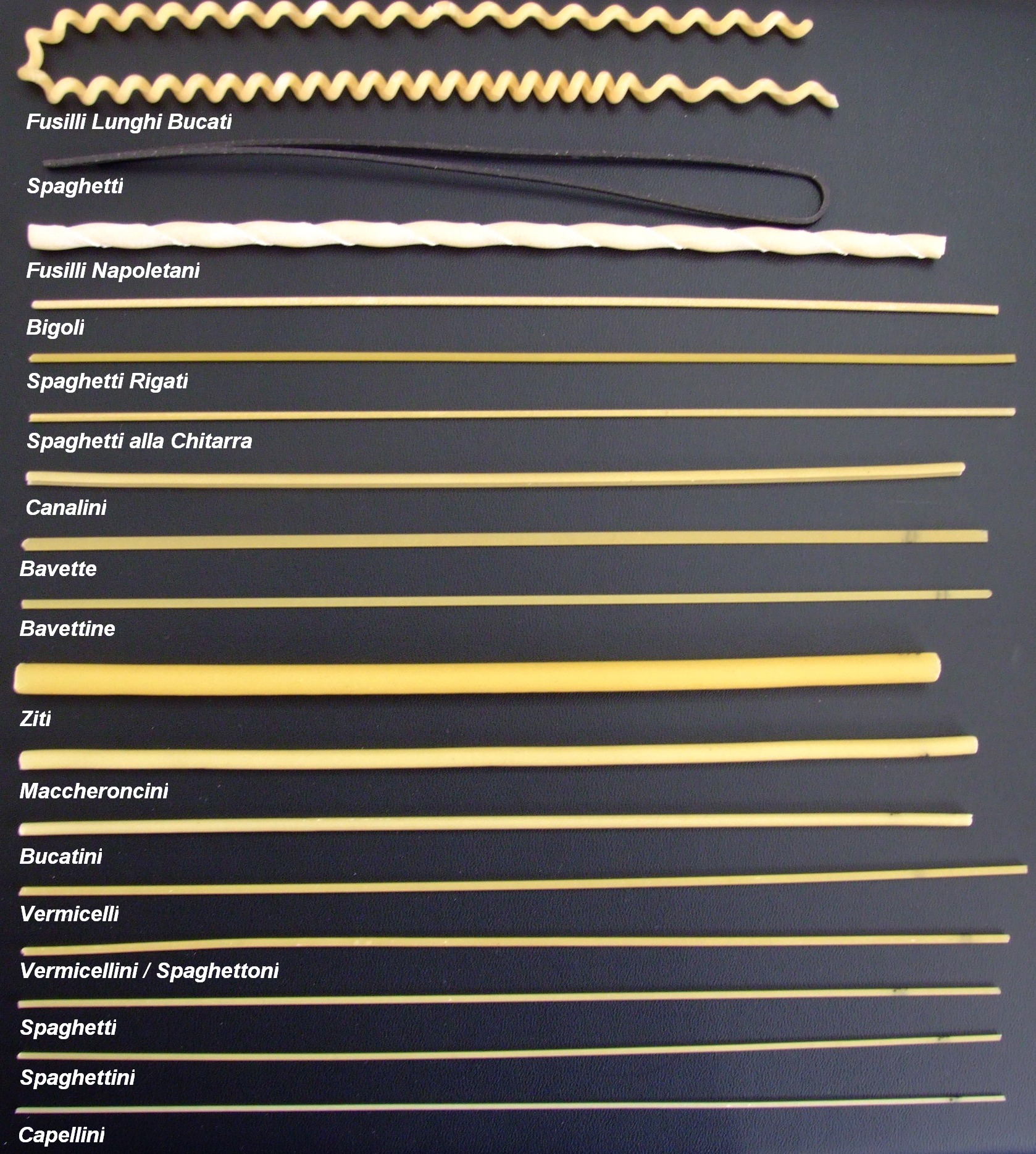
Sortimente de paste făinoase

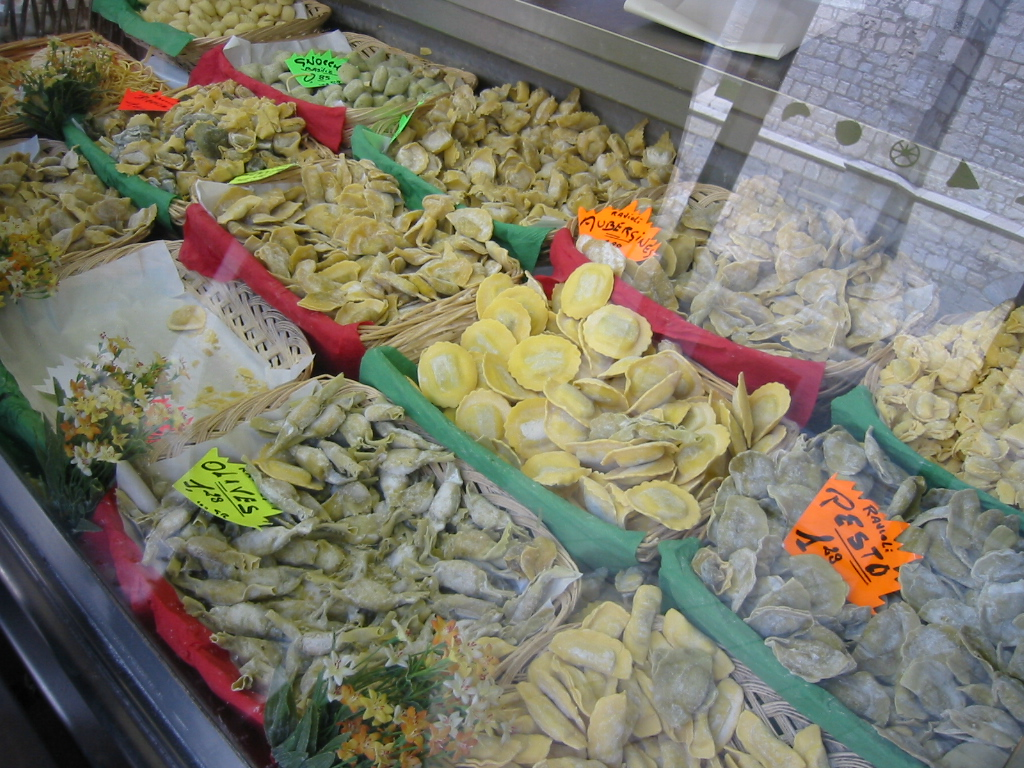
Sortimente de paste făinoase umplute

- agnolotti, umplute cu carne prăjită sau legume
- cappelletti, umplute cu carne, etc.
- ravioli, umplute cu brânză, carne, legume, ciuperci, etc
- tortellini (umbellico), umplute cu carne, brânză sau prosciutto
- tortelloni, umpluțe cu brânză Ricotta, spanac, etc.